# La Alborada (Chile)
La Alborada fue un periódico quincenal chileno que circuló en Valparaíso y Santiago, impreso entre los años 1905 y 1907 por la Imprenta El Deber.

## Historia
Fue el primer periódico obrero escrito por una mujer en Chile, la obrera, sindicalista, escritora y periodista Carmela Jeria. La mayoría de sus artículos trataban sobre el movimiento obrero o de las políticas partidarias en general dirigidos a un público femenino.
La corresponsal en Antofagasta fue la periodista y feminista Eloísa Zurita. Y también fue colaboradora habitual Esther Valdés.